# Rachicerus nigricornis
Rachicerus nigricornis är en tvåvingeart som först beskrevs av Enrico Adelelmo Brunetti 1920.  Rachicerus nigricornis ingår i släktet Rachicerus och familjen vedflugor. Inga underarter finns listade i Catalogue of Life.